# 大稻埕霞海城隍廟
大稻埕霞海城隍廟，是位於臺灣臺北市大同區大稻埕的霞海城隍廟，為頂下郊拚後遷移的同安人所建立，與大稻埕慈聖宮、大稻埕法主公廟並列為大稻埕三大廟宇。其每年農曆五月十三日舉辦台北迎城隍，被譽為全臺北最大迎神祭典。

## 沿革

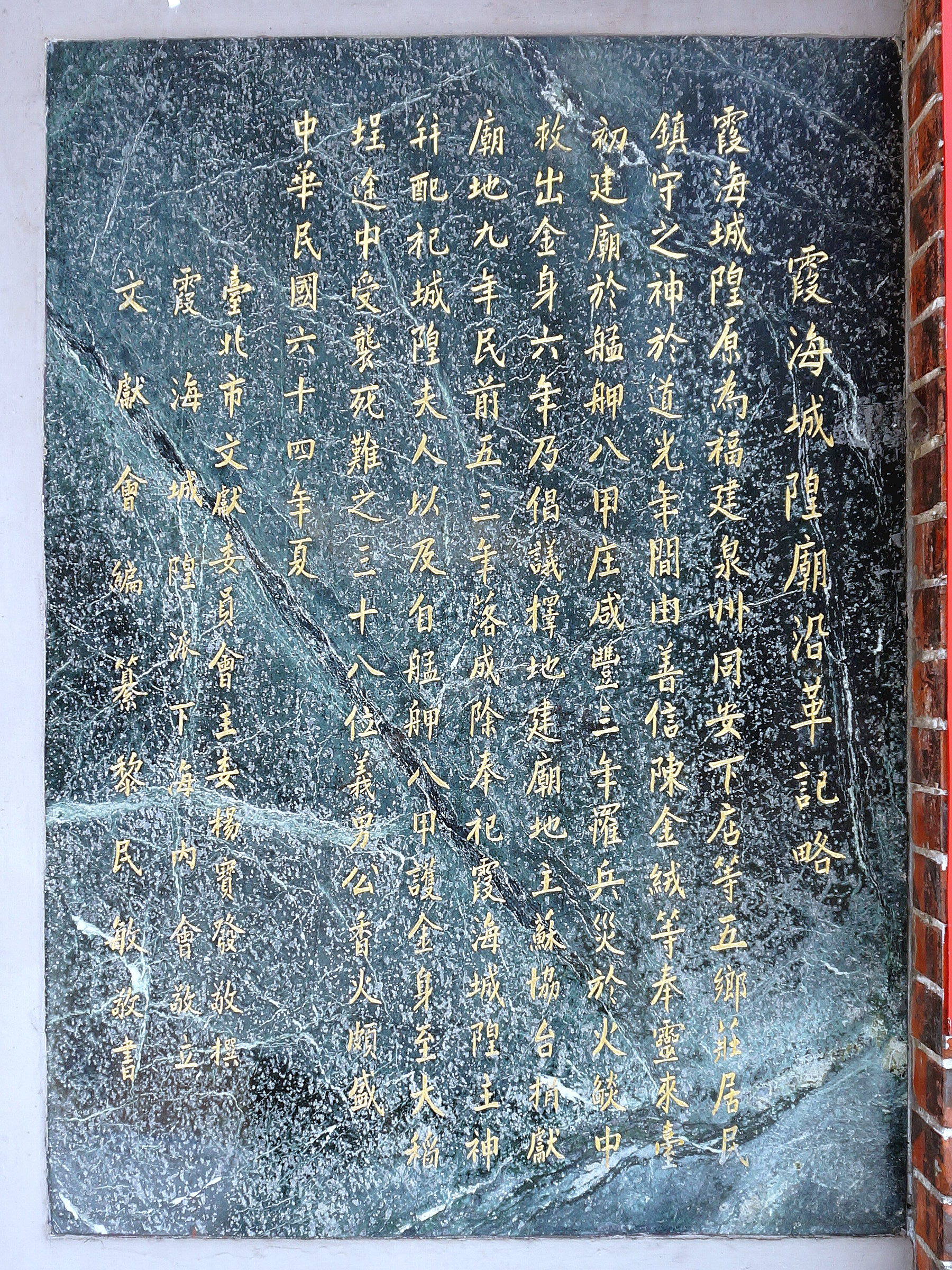
記略

道光元年（1821年），同安人一百餘人奉載泉州府同安縣霞海城隍神像同行，起初安置於艋舺八甲庄，由陳金絨奉祀，即今廣州街老松國小附近，逐漸成為同安人的共同信仰。咸豐三年（1853年）頂下郊拚後，落敗的同安人將霞海城隍神像，暫奉於陳金絨之子陳浩然經營的大稻埕金同利糕餅舖。
因信徒認為神像居於狹隘的店中，有瀆神威，建議同安鄉親林右藻等仕紳共同籌資建廟。咸豐六年（1856年），大稻埕街民共同捐款興建霞海城隍廟於南街，並於西廡供奉三十八位當年殉難的同鄉。廟地僅四十六坪大，地為臺灣水師協副總兵官蘇斐然所獻。
咸豐九年三月十八日（1859年）廟宇落成，有正殿和右側一個偏殿，次年蘇斐然贈木製對聯。不久，因天津條約，淡水港開始成國際通商口岸，帶動北臺灣茶葉、樟腦等物品外銷，雖然大稻埕和艋舺都在開放之列，但艋舺淤積，通商大船往下游設點泊靠，逐漸造就大稻埕成為台北盆地物資集散中心。當地人認為是此廟因放在「雞母穴」，庇佑大稻埕的商業發展。其中林右藻的林復振商行業務範圍遍及福州、漳州、廈門、廣州、寧波、上海和天津等。大稻埕早期的建街發展即與霞海城隍廟與大稻埕媽祖廟息息相關，這兩廟也與大稻埕法主公廟並列為大稻埕三大廟宇。
廟的主持，世世代代皆由迎俸霞海城隍的陳家擔任。1934年重修，次年春落成。1971年再度整修。今址為迪化街一段61號。
1994年，由台北市政府民政局補助土木工程款新台幣五百九十二萬五千元、彩繪經費新台幣二百五十萬元，其餘新台幣一千三百餘萬元均由廟方自行負擔作改建；1998年5月16日舉行修建落成典禮。由華梵工學院建築學系主任徐裕健擔任規畫、王正雄用原有材料恢復古蹟。座龕鑲上古樸窗櫺，牆面換掉二丁掛磁磚、改飾白石。

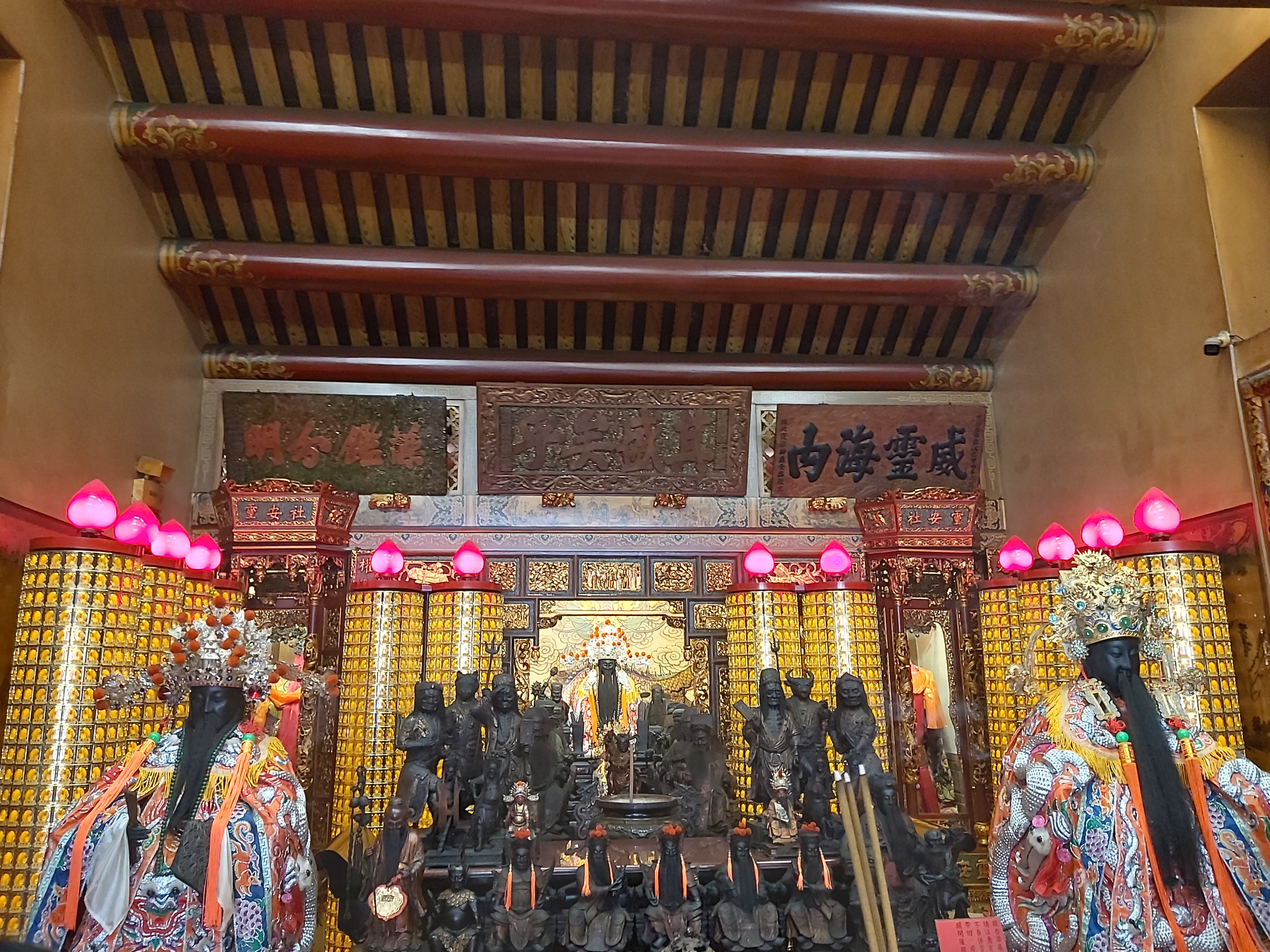
正殿

## 祭祀

### 城隍老爺
除了大稻埕的同安人外，臺灣各地同安後裔也很崇仰此廟的霞海城隍。當林右藻發達後，同安人共同成立廈郊──「金同順」，後來艋舺人的泉郊「金晉順」、北郊「金萬順」也來依附，合併為「金泉順」，他們公推林右藻為三郊總長。這些郊商分別輪值擔任爐主，負責祭典事宜。
城隍聖誕五月十三的遶境，最早文獻記載光緒五年（1879年），當時大稻埕茶葉外銷暢旺，經濟繁榮，但日治初期一度禁止廟會遶境，直到1898年發生瘟疫，為祈求神明保佑，遶境活動才解禁。隨著日本將縱貫鐵路建成，大稻埕也在此時進入最輝煌的時期，鐵道部統計霞海城隍大拜拜，外來遊客大約三、四十萬人，廟方令旗甚至可插到臺灣南部。日本政府將城隍廟以南至現在南京西路打通後，在廟宇西南方巷內（今迪化街四六巷）設立永樂座，帶動戲劇發展，其中江山樓、東薈芳的藝妲還會參加城隍聖誕出巡，在車上的藝閣演出。大稻埕商人利用此廟會來促進銷售，吸引外地人前來消費、招待中南部鄉下的小商人。新芳春茶行王氏家族會於陽台上欣賞迎城隍。林衡道回憶，連臺灣總督夫婦都要與民眾共同觀賞迎城隍，不過他認為這是日本人想要臺灣人在宗教上鋪帳浪費的陰謀。
戰後初期，市府曾明令禁止舉行此廟舉行迎神賽會，規定誕辰祭典與媽祖、法主公等統一於農曆三月廿五日合併舉行，並要求延平、建成、大同三區市民不要大事舖張祭祀霞海城隍。1958年報導，台北市的城隍還有臺灣省城隍廟的省城隍、台北府城隍廟的府城隍，霞海的縣城隍階級雖然比前兩個小，但是香火遠超過前兩廟，市長高玉樹要求節約，但霞海城隍誕辰還是人潮川流不息。1969年6月28日，高玉樹要求市府員工不得前去參加祭典，否則交予人事處，依情節嚴重度加以處分，結果當天，這些公務員幾乎都來吃大拜拜。
祭祀為農曆五月初六日傍晚開始，先以五營神兵到轄境的各土地廟去，謂之「放軍」，至十一日和十二日晚上作暗訪，平靖地方，十三日中午起，城隍神轎在各種軒社和獅潮洶湧裡出發。當日保安社、雙連社、新樂社、靈安社、平樂社、共樂軒、清心樂社、明光樂社這稻江八大軒社會參加。其中的八家將陣頭，據民俗專家吳智慶的研究，大稻埕的八將陣原先只走七星三步而已，經地方人士王重光參考古書，自創出腳踏七星、走八卦陣，與台灣他處的八將陣，確有不同。二十世紀末的路關表記載，遊行以重慶北路三段與民族西路口開始，經民族西路、延平北路三段、二段、涼州街、迪化街一段、塔城街、長安西路、承德路一段、二段、至民生西路口解散。有「五月十三人看人，迎神賽會甲天下」、「五月十三人看人，迎神祭典通人知」之說，也是台北三大廟會之一。洪榮宏、方瑞娥都唱過詠嘆其盛況的流行歌曲《台北迎城隍》。
遶境結束後，附近商家就會選在騎樓下，宴請陣頭、長期支持的客戶，稱「亭仔腳辦桌」，曾中斷半世紀，直到2014年才在在地團體與居民發想下重新舉辦。

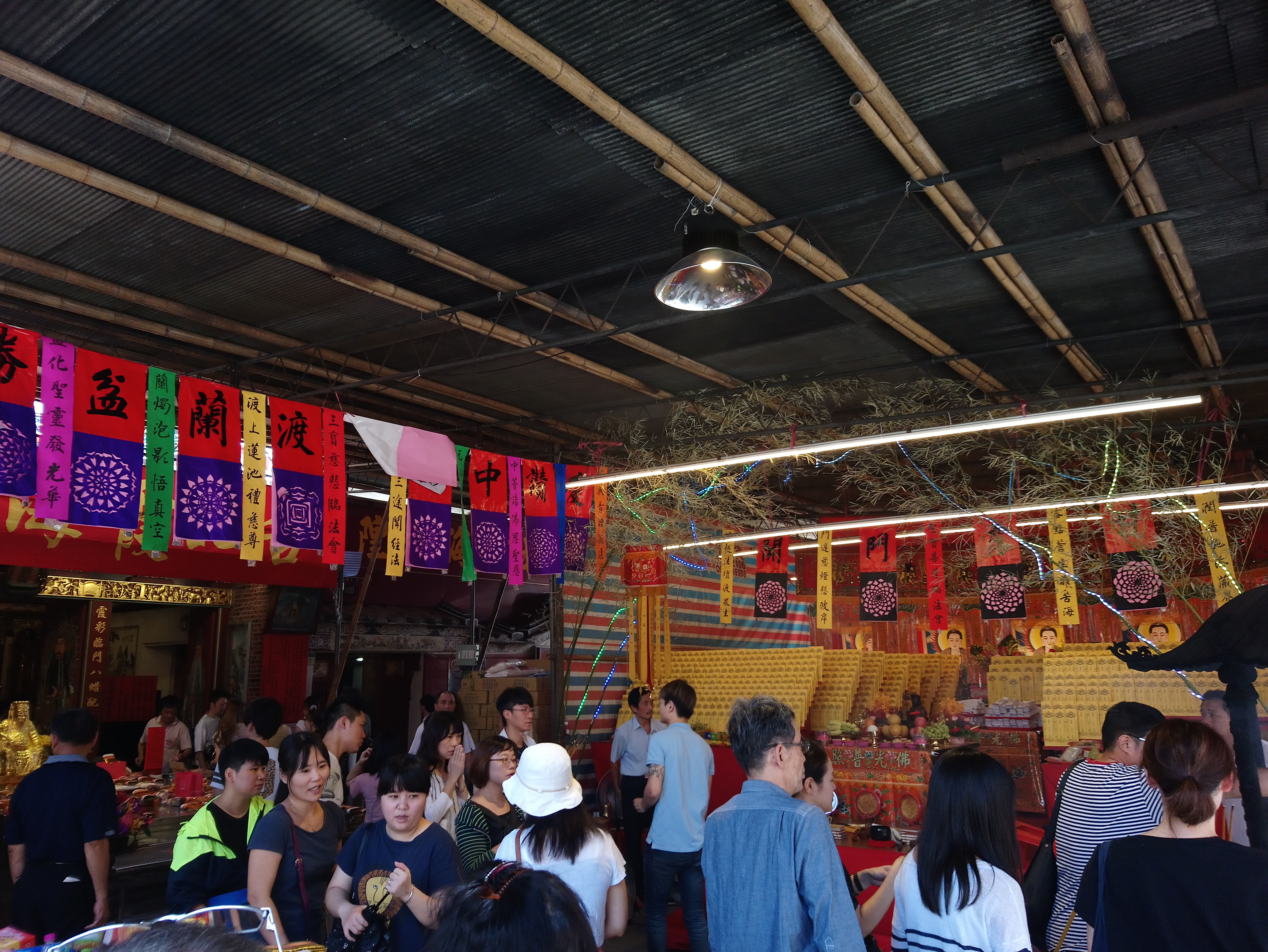
盂蘭盆節法會

### 城隍夫人
霞海城隍廟管理人陳文文說明，古早時候五月十三迎城隍時，有許多太太、小姐喜歡出來看熱鬧，但因農曆五月天氣炎熱，中暑被當成是城隍老爺看上的緣故，所以才想到應給城隍老爺配個夫人，這樣就不會再有女子被煞到，因此光緒十九年（1893年）開始供俸城隍夫人。
大稻埕涼州街以前是有錢人家養小老婆的地方，所以台北人稱為「細姨街」。早年當地富商妻子擔心丈夫搞外遇，常向城隍夫人祈求夫妻感情和諧，相傳有名婦人向祈求斬斷丈夫爛桃花，後來果然奏效，便拿著自行縫製的繡花鞋答謝，並交由廟方替城隍夫人神祇穿上，消息傳開後，女信眾一旦碰上類似事件就想求取夫人神祇足下繡花鞋，再自行縫製新鞋換上。陳文文講解，自清代以來便有女信眾前來祈取夫人信物，做為御夫之用，尤其是換取夫人的弓鞋，這就是「幸福鞋」的由來。這鞋能掛牆上以辟邪（鞋，取諧音）、放床頭作和諧（鞋，取諧音），但不可朝門外。每逢城隍夫人農曆九月初四聖誕，信眾可帶該鞋回廟過爐加持。

### 月下老人
廟所祀神明今以月下老人最具人氣，神像為蘆洲師傅王稻瑞作品，由陳文文兄長陳國汀委託雕刻，自1971年開始供奉。此神為一名婦人感謝城隍爺保佑她孩子們婚姻大事有求必應，所以想以月下老人作為城隍爺分擔撮合姻緣「業務」 。信徒還願者會於農曆八月十五日月老生日，提禮來答謝。
新北市政府文化局每年請霞海城隍廟城隍爺、城隍夫人、月老、板橋慈惠宮媽祖、板橋接雲寺觀世音菩薩舉行聯合祈福遶境儀式。

## 相關

###### 俗語
- 五月十三人看人

###### 歌曲
- 《台北迎城隍》：洪榮宏、方瑞娥演唱[4]。

##### 專書
2020年，台北霞海城隍廟為慶祝主神「霞海城隍爺」渡海來台兩百周年，出版《霞海城隍老爺渡台二百年特刊．漫步大稻埕》一書。

## 外部連結
25°03′20″N 121°30′37″E / 25.055618°N 121.510276°E
- 官方网站
- 大稻埕霞海城隍廟的Facebook專頁
- 台北霞海城隍廟-臺北旅遊網（页面存档备份，存于）
- 1988年台北迎城隍：廣電基金 廟會紀錄片 （页面存档备份，存于）